# Backsteinbauwerke der Gotik/Verteilung in Vorpommern
- Karte: Backsteinbauwerke der Gotik/Verteilung in Mecklenburg-Vorpommern (besonders für Mobilgeräte; nicht interaktiv)
- Karte: Backsteinbauwerke der Gotik/Verteilung in Mecklenburg (für den Listenteil Mecklenburg)
- Karte: Backsteinbauwerke der Gotik/Verteilung in Vorpommern (für die Listenteile Rügen und Vorpommern außer Rügen)

In den meisten Gegenden Vorpommerns wurde in der Zeit der Gotik Mauerwerk nicht nur aus Backstein, sondern auch aus Feldstein errichtet, im eiszeitlich geprägten Norddeutschland größtenteils kleine Findlinge aus Granit.
Feldsteinbauten waren oft einfacher als Backsteinbauten, aber bei manchen wurden die gesammelten Steine sorgfältig auf Quaderform zurechtgehauen und daraus hochwertiges Mauerwerk errichtet. Bei einer beachtlichen Anzahl von Feldsteinbauten wurden Portale und Fenster in Backstein gefasst oder die Giebel aufwändig mit Backstein gegliedert, sodass es zahlreiche Feldsteinbauten, insbesondere Feldsteinkirchen gibt, die gleichermaßen der Backsteingotik angehören.
| Altefähr |

| Altenkirchen |

| Bergen |

| Bessin |

| Bobbin |

| Garz |

| Gingst |

| Groß Zicker |

| Gustow |

| Kasnevitz |

| Lancken-Granitz |

| Landow |

| Middelhagen |

| Neuenkirchen |

| Patzig |

| Poseritz |

| Rambin |

| Rappin |

| Sagard |

| Samtens |

| Schaprode |

| Swantow |

| Trent |

| Vilmnitz |

| Waase |

| Wiek |

| Zirkow |

| Zudar |

| Abtshagen |

| Ahrenshagen |

| Altentreptow |

| Anklam |

| Bargischow |

| Barth |

| Bauer |

| Beggerow |

| Behrenhoff |

| Benz |

| Bodstedt |

| Brandshagen |

| Demmin |

| Dersekow |

| Drechow |

| Eixen |

| Elmenhorst |

| Fahrenwalde |

| Flemendorf |

| Franzburg |

| Garz (Usedom) |

| Glewitz |

| Gnevezow |

| Görmin |

| Gramzow |

| Greifswald |

| Eldena |

| Grimmen |

| Gristow |

| Gr. Bisdorf |

| Gr. Bünzow |

| Gr. Kiesow |

| Groß Mohrdorf |

| Gützkow |

| Horst |

| Hanshagen |

| Hohendorf |

| Hohenmocker |

| Kagenow |

| Steinfurth |

| Kartlow |

| Katzow |

| Kemnitz |

| Kenz |

| K. Baggendorf |

| Kirchdorf |

| Kl. Luckow |

| Klempenow |

| Kölln |

| Koserow |

| Kreuzmannshagen |

| Krien |

| Kröslin |

| Krummin |

| Langenhanshagen |

| Lassan |

| Leplow |

| Letzin |

| Levenhagen |

| Liepe |

| Liepen |

| Löcknitz |

| Lüdershagen |

| Lüssow |

| Medrow |

| Mellenthin |

| Morgenitz |

| Netzelkow |

| Neu Boltenhagen |

| Neuenkirchen |

| Neuenkirchen |

| Niepars |

| Nossendorf |

| Pasewalk |

| Pinnow |

| Prohn |

| Pütte |

| Ramin |

| Reinberg |

| Reinkenhagen |

| (Ribnitz-) Damgarten |

| Richtenberg |

| Röckwitz |

| Rubkow |

| Saal |

| Sanzkow |

| Sassen |

| Schlatkow |

| Schlemmin |

| Schmarsow |

| Schönfeld |

| Schwichtenberg |

| Seltz |

| Starkow |

| Steinhagen |

| Stoltenhagen |

| Stralsund |

| Strasburg |

| Tramstow |

| Trantow |

| Tribsees |

| Usedom |

| Utzedel |

| Velgast |

| Verchen |

| Voigdehagen |

| Völschow |

| Vorland |

| Weitenhagen |

| Weltzin |

| Wildberg |

| Wolgast |

| Wolkow |

| Wollin |

| Wüsteney |

| Wuster- husen |

| Zarnekow |

| Zirchow |

Die Unterschiede in der Materialverwendung zwischen mittelalterlichen Zentren und Dörfern und zwischen verschiedenen Regionen sind in dieser Verteilungskarte (aber nicht in den meisten anderen Verteilungskarten des Listenwerks Backsteinbauwerke der Gotik) durch unterschiedliche Farben der Ortsmarken verdeutlicht. Wo es gotische Backsteinbauten mit unterschiedlicher Materialverteilung an einem Ort gibt, sind diese durch Sektoren der Ortsmarke angedeutet.
| Insgesamt gotisch: im Wesentlichen gotisches Gebäude fast ganz aus Backstein Gebäudeteile aus Stein und Gebäudeteile aus Backstein weniger Gebäudeteile aus Stein und als aus Backstein Stein mit Kanten und Verzierungen aus Backstein gotischer Backsteinbau mit Verzierungen aus Stein | Romanische und gotische Gebäudeteile: romanische und gotische Teile fast ganz aus Backstein ältere Teile aus Stein, gotische aus Backstein ältere Teile aus Stein, gotische aus Stein mit etwas Backstein altere und neuere Teile aus Stein mit etwas Backstein romanisch mit wenig Backstein, gotisch Stein und viel Backstein romanisch aus Backstein, gotisch Stein mit etwas Backstein | Mittelalterliche Bauten mit erheblichen späteren Veränderungen: romanische und gotische Telle fast ganz aus Backstein gotische Telle fast ganz aus Backstein romanische Teile aus Stein, gotische aus Backstein gotische Teile aus Stein und viel Backstein gotische Teile aus Stein mit etwas Backstein Reste gotischen Backsteins in überwiegend anders gestaltetem Gebäude |